# Aek Horsik
Aek Horsik is een bestuurslaag in het regentschap Tapanuli Tengah van de provincie Noord-Sumatra, Indonesië. Aek Horsik telt 2424 inwoners (volkstelling 2010).